# هنری ایولین وود
هنری ایولین وود (انگلیسی: Evelyn Wood; ۹ فوریهٔ ۱۸۳۸ – ۲ دسامبر ۱۹۱۹) فرد نظامی اهل پادشاهی متحد بریتانیای کبیر و ایرلند بود. وی همچنین برندهٔ جوایزی همچون لژیون دونور، صلیب ویکتوریا، و لژیون دونور (شوالیه) شده‌است.